# Call of Duty : Le Jour de gloire
Pour les articles homonymes, voir Jour de gloire.
 (mars 2020).
Si vous disposez d'ouvrages ou d'articles de référence ou si vous connaissez des sites web de qualité traitant du thème abordé ici, merci de compléter l'article en donnant les références utiles à sa vérifiabilité et en les liant à la section « Notes et références ».
Call of Duty : Le Jour de gloire (nommé Call of Duty: Finest Hour en anglais) est un jeu de tir à la première personne de la série des Call of Duty sorti à partir de 2004 sur PlayStation 2, Gamecube et Xbox qui se déroule lors de la Seconde Guerre mondiale.

## Campagne
Ce nouvel opus s'appuie essentiellement sur trois campagnes spécifiques.
On commence par incarner plusieurs soldats de l'Armée rouge. Vous incarnez en premier lieu Alexender Sokolov, avec lequel vous vous battrez dans Stalingrad, en permettant la prise en main de différents points stratégiques. Par la suite, vous incarnez Tania Pavlovna, une jeune lieutenant, tireur d'élite lors de deux missions supplémentaires. Enfin, le dernier personnage jouable est un lieutenant de char, Nikolaï Badinov, lequel vous permettra de prendre les commandes d'un T-34 pour une mission à Stalingrad (Place Rouge) ainsi que contre une base allemande près de Tatsinskaïa.
Les missions réussies offrent une nouvelle campagne, la plus courte car ne comportant que 4 missions, celle des Britanniques. Vous incarnez Edward Carlyle, un membre des SAS (« Special Air Service ») dans 4 missions à l'arrière des lignes ennemies puisque toutes les premières missions consistent à investir un village tunisien occupé afin de détruire leurs dépôts de carburants. Enfin, les deux dernières missions consistent en une traversée en jeep du désert face aux membres de l'Afrikakorps et à la prise d'une forteresse occupée. Dans cette forteresse, vous libèrerez des prisonniers. Remarquez que Carlyle est le seul personnage jouable à ne pas parler.
Enfin, la dernière campagne est celle des Américains.
Vous incarnez tout d'abord Chuck Walker, un sergent de la Big Red One dans une succession de trois missions assez difficiles qui conduisent à la prise d'Aix-la-Chapelle, la première ville allemande à tomber. La quatrième mission permet de prendre les commandes d'un char M4 Sherman sous le commandement du sergent Sam Rivers, pour la prise d'une ville belge : Tillet. Sam Rivers est le premier soldat afro-américain jouable depuis le début de la série Call of Duty. Enfin, on retrouve Chuck Walker, promu au grade de lieutenant pour une visite en trois missions de la ville de Remagen et la prise de son célèbre pont sur le Rhin.
Le jeu se termine sur une scène mémorable où vous déployez le drapeau américain sur le drapeau nazi, assurant ainsi votre mainmise sur le pont.

## Multijoueur
Le multijoueur de Call of Duty: Le Jour de Gloire est disponible sur PlayStation 2 et Xbox pour le jeu en ligne et la connexion au système uniquement, en excluant l'écran partagé local. Le GameCube n'a pas de multijoueur. Le lien système Call of Duty: Le Jour de Gloire peut également avoir jusqu'à 32 joueurs avec 16 joueurs par session.
Bien que le service Xbox ne soit plus disponible en raison des serveurs Xbox Live hors ligne, les serveurs PlayStation 2 sont toujours en ligne du début à la mi-2013 et ont encore quelques matchs actifs en cours de lecture.